# كريس هارتلي
كريس هارتلي (24 مايو 1982 في أستراليا - ) (بالإنجليزية: Chris Hartley)‏ هو لاعب كريكت أسترالي. لعب مع Brisbane Heat ‏ وفريق كوينسلاند للكريكت ‏ وSydney Thunder ‏.

## وصلات خارجية
- كريس هارتلي على موقع إي آس بي آن كريك إنفو (الإنجليزية)